# Hamilton (musical)
Hamilton: An American Musical – musical autorstwa Lin-Manuela Mirandy o życiu ojca założyciela Stanów Zjednoczonych Alexandra Hamiltona zainspirowany biografią Alexander Hamilton Rona Chernowa z 2004. Musical czerpie inspiracje z hip hopu, R&B, popu i soulu. W role postaci historycznych wcieliły się osoby innego koloru skóry niż biały. Miranda opisał musical jako 'Ameryka wtedy, opowiedziana dziś".
Hamilton zadebiutował na Off-Broadwayu 17 lutego 2015 roku w Public Theatre. Po wrześniowym przeniesieniu się na Broadway, do Richard Rodgers Theatre, musical otrzymał liczne pozytywne recenzje oraz odnotował bardzo wysokie wyniki sprzedaży biletów.
Produkcja otrzymała rekordową liczbę 16 nominacji do nagród Tony, wygrywając 11. Spektakl jest laureatem nagrody Grammy za najlepszy album z muzyką teatralną.
Produkcja musicalu w Chicago miała swoją premierę we wrześniu 2016. Produkcja West End zapremierowała w Victoria Palace Theatre w Londynie w grudniu 2017. W 2019 Hamilton przez 3 tygodnie był grany w Puerto Rico, kiedy w główną rolę wcielił się Miranda, po prawie trzech latach przerwy.

## Streszczenie
Hamilton przedstawia życie Alexandra Hamiltona w dwóch aktach wraz z wieloma pobocznymi postaciami historycznymi, m.in. markizem de Lafayette, Aaron Burr, John Laurens, Hercules Mulligan, Elizabeth Hamilton, Angelica Schuyler, Peggy Schuyler, Philip Hamilton, Maria Reynolds i trzema prezydentami Stanów Zjednoczonych: George Washington, James Madison i Thomas Jefferson.

### Akt pierwszy
Musical otwiera utwór śpiewany przez całą obsadę opisujący wczesne życie Alexandra Hamiltona jako sieroty na Wyspach Karaibskich („Alexander Hamilton”), a także streszczający akcję przedstawioną w musicalu.
Latem 1776 roku w Nowym Jorku Hamilton poszukuje Aarona Burra. Burr zaleca mu wstrzemięźliwość w propagowaniu swoich poglądów politycznych. Hamilton nie zgadza się jednak z jego postawą („Aaron Burr, Sir”) i przyłącza się do grupy trzech rewolucjonistów: abolicjonisty Johna Laurensa, francuskiego markiza de Lafayette'a i ucznia krawca Herculesa Mulligana. Hamilton prezentuje swoje umiejętności prowadzenia retoryki („My Shot”), po czym wspólnie marzą o poświęceniu się dla rewolucji („The Story of Tonight”). W międzyczasie siostry Angelica, Eliza i Peggy Schuyler spacerują po ulicach Nowego Jorku, wbrew nakazowi ojca, kontemplując atmosferę trwającego konfliktu („The Schuyler Sisters”). Kobiety przedstawiają skrajnie różne postawy. Przy okazji miejskiej przechadzki napotykają Aarona Burra.
Lojalista Samuel Seabury wypowiada się przeciwko rewolucjonistom, spierając się w tej kwestii z Hamiltonem („Farmer Refuted”). Król George III wysyła wiadomość, w której przypomina kolonistom, że jest gotów walczyć o Amerykę („You'll Be Back”).
W czasie trwania walk Hamilton, Burr i ich towarzysze dołączają do Armii Kontynentalnej. Podczas odwrotu z Nowego Jorku, generał George Washington uświadamia sobie konieczność posiadania adiutanta – mimo początkowej niechęci Hamiltona, rozpoznaje on otrzymaną szansę i akceptuje awans („Right Hand Man”), krzyżując tym samym plany Aarona Burra.
Zimą 1780 roku mężczyźni goszczą na balu zorganizowanym przez Philipa Schuylera, na którym Hamilton obdarowuje uwagą córki gospodarza („A Winter's Ball”). Eliza jest nim oczarowana i para wkrótce bierze ślub („Helpless”). Angelica również darzy Hamiltona uczuciem, ale decyduje się wspierać siostrę i nie stawać jej na drodze do szczęścia („Satisfied”). Burr przybywa z gratulacjami i w sekrecie zwierza się Hamiltonowi o swoim romansie z żoną brytyjskiego oficera – Teodozją. Hamilton dziwi się, że Burr nie chce jej zdobyć od razu („The Story of Tonight (Reprise)”), lecz ten, mimo że kocha, woli czekać na swoją szansę („Wait For It”).
Rewolucjoniści są w trudnej sytuacji, brakuje im broni, statków i funduszy. Hamilton wielokrotnie prosi Washingtona o przyznanie mu dowództwa, ten jednak odmawia nie chcąc narażać go na śmierć w walce i ostatecznie awansuje Charlesa Lee. Decyzja okazuje się być nietrafiona, gdy Lee wbrew rozkazom Washingtona zarządza odwrót podczas bitwy o Monmouth. Generał odwołuje go ze stanowiska i awansuje Lafayette'a. Lee odpowiada na ten ruch szerzeniem plotek o Washingtonie. Hamilton czuje się tym urażony, jednak zostaje mu nakazane ignorować nieprzychylne komentarze. Laurens, również pomocnik Washingtona, widząc rozterkę Hamiltona postanawia wyzwać Lee na pojedynek, dzięki czemu Hamilton nie musi sprzeciwiać się rozkazowi („Stay Alive”). Laurens wygrywa pojedynek, raniąc Lee („Ten Duel Commandments”). Washington reaguje złością na wiadomość o zdarzeniu i odsyła Hamiltona do domu („Meet Me Inside”). Kiedy tam przybywa, dowiaduje się, że Eliza jest w ciąży i prosiła Washingtona o przysłanie męża do domu. Eliza zapewnia Alexandra, że jest on najważniejszą osobą w jej życiu („That Would Be Enough”) i że chciałaby móc spędzić z nim więcej czasu.
Lafayette zaczyna odgrywać większą rolę w rewolucji i namawia Francję do przyłączenia się do konfliktu. Wkrótce przewagę zyskuje Armia Kontynentalna. Washington i Lafayette uświadamiają sobie, że mogą wygrać wojnę odcinając posiłki brytyjskie od portu w Yorktown, jednak potrzebują w tym celu wsparcia Hamiltona. Washington przyznaje mu dowodzenie („Guns and Ships”). W przeddzień bitwy Washington opowiada Hamiltonowi o pierwszym dowodzonym przez niego starciu i zaleca mu, by pamiętał, że nie ma wpływu na to, jak zapisze się na kartach historii („History Has Its Eyes on You”). Po wielu dniach walk siły amerykańskie odnoszą zwycięstwo, a Wielka Brytania wycofuje się z konfliktu („Yorktown (The World Turned Upside Down)”). Król George podaje w wątpliwość, jak rebelianci będą rządzić niezadowolonym społeczeństwem („What Comes Next?”).
Wkrótce po rewolucji rodzą się Philip Hamilton i Theodosia Burr („Dear Theodosia”). Hamilton otrzymuje informację, że Laurens został zabity w potyczce, która wydarzyła się pomimo oficjalnego zakończenia walk („Laurens Interlude”). Hamilton i Burr wracają do Nowego Jorku, by kontynuować swoją edukację i rozpocząć prawniczą ścieżkę zawodową. Burr podziwia etykę pracy Hamiltona, lecz irytuje się widząc sukcesy, które odnosi mężczyzna. Hamilton zostaje wybrany jako delegat do Konwencji Konstytucyjnej latem 1787 roku. Gdy Burr odmawia udziału w pisaniu Federalisty, Hamilton prosi o pomoc Jamesa Madisona i Johna Jaya. Prezydent Washington zatrudnia Hamiltona jako pierwszego sekretarza skarbu mimo sprzeciwów Elizy („Non-stop”).

### Akt drugi
W 1789 roku Thomas Jefferson wraca do Stanów z Francji, gdzie pełnił rolę ambasadora. Washington proponuje mu stanowisko sekretarza stanu, a Madison prosi o pomoc w zablokowaniu planu finansowego Hamiltona, wierząc że ten daje rządowi za dużo uprawnień („What'd I Miss?”). Jefferson i Hamilton debatują podczas zebrania gabinetu. Na stronie, Washington prosi Hamiltona o znalezienie kompromisu, gdyż jego plan nie ma poparcia wśród członków kongresu („Cabinet Battle #1”).
Podczas gdy Hamilton pracuje w domu, Eliza przypomina mu o dziewiątych urodzinach Philipa. Zdumiewa on ojca, prezentując mu krótki utwór rapowy. Angelica radzi Hamiltonowi, by spróbował przekonać Jeffersona do swojego planu finansowego. Później siostry wspólnie nakłaniają Hamiltona na wspólne wakacje, ale ten odmawia, twierdząc że musi zaangażować się w pracę nad zyskaniem poparcia Kongresu. Zostaje w Nowym Jorku, podczas gdy reszta rodziny przeprowadza się na północ stanu („Take a Break”).
Samotnego Hamiltona odwiedza Maria Reynolds. Kobieta jest w trudnej sytuacji, bez środków do życia, wykorzystywana przez męża. Hamilton proponuje jej pomoc, co kończy się romansem. James Reynolds szantażuje Hamiltona i zmusza go do wypłaty wynagrodzeń w zamian za możliwość kontynuowania ich relacji („Say No To This”).
Hamilton omawia swój plan z Jeffersonem i Madisonem podczas obiadu. W kompromisie, który zawarli, zgadzają się na wsparcie planu finansowego w zamian za przeniesienie stolicy Stanów Zjednoczonych z Nowego Jorku do Dystryktu Kolumbii. Burr zazdrości pozycji Hamiltona w rządzie i marzy o posiadaniu podobnej władzy („The Room Where It Happens”). Burr zmienia partię polityczną i pokonuje Philipa Schuylera w wyścigu o fotel w Senacie, co daje zalążek przyszłemu konfliktowi pomiędzy nim a Hamiltonem („Schuyler Defeated”).
Podczas innego zebrania gabinetu Jefferson i Hamilton dyskutują, czy Stany Zjednoczone powinny wspomóc Francję w rewolucji. Washington przychyla się ku opinii Hamiltona, że Stany powinny pozostać neutralne („Cabinet Battle #2”). Po zakończonym zebraniu Burr, Jefferson i Madison razem wyrażają swoje niezadowolenie dla wsparcia, jakiego Washington udziela Hamiltonowi i szukają sposobu, by zaszkodzić jego wizerunkowi („Washington on Your Side”).
Washington informuje Hamiltona, że Jefferson zrezygnował ze swojego stanowiska w rządzie, by móc wziąć udział we własnej kampanii prezydenckiej. Jednocześnie oznajmia, że sam nie będzie ubiegał o trzecią kadencję. Hamilton jest wstrząśnięty sytuacją, ale pomaga napisać list pożegnalny zaadresowany do mieszkańców Stanów Zjednoczonych („One Last Time”). Na swoim dworze król George III otrzymuje wiadomość o odejściu Washingtona i wyborze Johna Adamsa. Oczekuje on upadku państwa pod przewodnictwem Adamsa („I Know Him”).
Adams i Hamilton nie mogą znaleźć nici porozumienia, przez co rujnują autorytet Partii Federalistycznej („The Adams Administration”). Jefferson, Madison i Burr są zdania, że odkryli właśnie możliwy skandal z udziałem Hamiltona – oskarżają go o defraudację środków ze skarbu państwa i zdradę Stanów Zjednoczonych. W rzeczywistości odnaleźli oni jednak dowody wpłaty związane z jego romansem z Marią Reynolds. Hamilton przyznaje się grupie do zdrady żony i prosi, by nie rozpowszechniali tej informacji („We Know”). Hamilton martwi się zaistniałą sytuacją i kontempluje nad własną szczerością („Hurricane”). Publikuje dokument, w którym przyznaje się do romansu, mając nadzieję, że w ten sposób przestaną się szerzyć plotki o defraudacji i uratuje swoją polityczną karierę („The Reynolds Pamphlet”). Jego reputacja zostaje jednak zniszczona. Eliza płacząc pali swoją korespondencję z Hamiltonem, uniemożliwiając „przyszłym historykom” przywrócenie jego dobrego imienia i zdobycie wiedzy, w jaki sposób Eliza zareagowała na zdradę („Burn”).
Po latach Philip Hamilton wyzywa na pojedynek George'a Eackera w odpowiedzi na nieprzychylne komentarze, które ten wypowiadał w stronę Alexandra. Philip dostosowuje się do rady, której udzielił mu ojciec i honorowo celuje w niebo, lecz Eacker strzela w jego stronę trzy sekundy przed zakończeniem odliczania („Blow Us All Away”). Philip trafia do lekarza, który nie jest w stanie go uratować. Hamilton i Eliza przybywają osobno na krótko przed śmiercią syna („Stay Alive (Reprise)”). Hamiltonowie przeprowadzają się. Alexander prosi Elizę o przebaczenie, które otrzymuje („It's Quiet Uptown”).
W wyborach prezydenckich w 1800 roku John Adams zostaje pokonany, podczas gdy poparcie dla Jeffersona i Burra jest równe. Hamilton jest wściekły na Burra, gdyż ten znów zmienił poglądy dla własnych korzyści. Alexander popiera Jeffersona, który dzięki temu wygrywa wybory („The Election of 1800”). Rozzłoszczony Burr wymienia listy z Hamiltonem i wyzywa go na pojedynek („Your Obedient Servant”). Przed świtem Eliza prosi Hamiltona, by wrócił do łóżka, lecz ten odmawia. Hamilton komplementuje swoją żonę przed opuszczeniem mieszkania („Best of Wives and Best of Women”).
Burr i Hamilton przybywają do Weehawken, w pobliżu miejsca w którym został zastrzelony Philip. Na dźwięk wystrzału zatrzymuje się upływ czasu i Hamilton prowadzi monolog na temat śmierci, jego relacji z ludźmi i spuściźnie, jaką po sobie zostawi. Mierzy pistoletem w niebo, po czym zostaje trafiony kulą i wkrótce umiera. Burr lamentuje – mimo że przetrwał pojedynek, zostanie zapamiętany w historii wyłącznie jako człowiek, który zastrzelił Alexandra Hamiltona („The World Was Wide Enough”).
Na scenie zbiera się cała obsada. Washington przypomina widowni, że nie mają wpływu na to, jak zostaną zapamiętani przez historię. Jefferson i Madison razem zgadzają się uznać geniusz polityczny swojego rywala. Eliza opowiada, jak przez następne pięćdziesiąt lat będzie bronić reputacji i spuścizny swojego męża. Walczy o zniesienie niewolnictwa i zakłada pierwszy prywatny sierociniec w Nowym Jorku. Pyta widowni, kto będzie opowiadał historie z ich udziałem i czy zrobiła dostatecznie wiele. Na koniec stwierdza, że ponowne spotkanie z mężem jest tylko kwestią czasu („Who Lives, Who Dies, Who Tells Your Story”).

## Obsada
| Postać                                  | Vassar Workshop     | Off-Broadway           | Broadway               | Chicago             | First U.S. Tour    | West End         | Second U.S. Tour   | Puerto Rico             |
| --------------------------------------- | ------------------- | ---------------------- | ---------------------- | ------------------- | ------------------ | ---------------- | ------------------ | ----------------------- |
| Alexander Hamilton                      | Lin-Manuel Miranda  | Lin-Manuel Miranda     | Lin-Manuel Miranda     | Miguel Cervantes    | Michael Luwoye     | Jamael Westman   | Joseph Morales     | Lin-Manuel Miranda      |
| Eliza Hamilton                          | Ana Nogueira        | Phillipa Soo           | Phillipa Soo           | Arianna Afsar       | Solea Pfeiffer     | Rachelle Ann Go  | Shoba Narayan      | Julia K. Harriman       |
| Aaron Burr                              | Utkarsh Ambudkar    | Leslie Odom Jr.        | Leslie Odom Jr.        | Joshua Henry        | Joshua Henry       | Giles Terera     | Nik Walker         | Donald Webber Jr.       |
| Angelica Schuyler                       | Anika Noni Rose     | Renée Elise Goldsberry | Renée Elise Goldsberry | Karen Olivo         | Emmy Raver-Lampman | Rachel John      | Ta'Rea Campbell    | Sabrina Sloan           |
| Marquis de Lafayette / Thomas Jefferson | Daveed Diggs        | Daveed Diggs           | Daveed Diggs           | Chris De'Sean Lee   | Jordan Donica      | Jason Pennycooke | Kyle Scatliffe     | Simon Longnight         |
| George Washington                       | Christopher Jackson | Christopher Jackson    | Christopher Jackson    | Jonathan Kirkland   | Isaiah Johnson     | Obioma Ugoala    | Marcus Choi        | Isaiah Johnson          |
| Król Jerzy III                          | Joshua Henry        | Brian d’Arcy James     | Jonathan Groff         | Alexander Gemignani | Rory O’Malley      | Michael Jibson   | Jon Patrick Walker | Rick Negron             |
| John Laurens / Philip Hamilton          | Javier Muñoz        | Anthony Ramos          | Anthony Ramos          | José Ramos          | Rubén J. Carbajal  | Cleve September  | Elijah Malcomb     | Rubén J. Carbajal       |
| Peggy Schuyler / Maria Reynolds         | Presilah Nunez      | Jasmine Cephas Jones   | Jasmine Cephas Jones   | Samantha Marie Ware | Amber Iman         | Christine Allado | Danielle Sostre    | Darilyn Castillo        |
| Hercules Mulligan / James Madison       | Joshua Henry        | Okieriete Onaodowan    | Okieriete Onaodowan    | Wallace Smith       | Mathenee Treco     | Tarinn Callender | Fergie L. Philippe | Brandon Louis Armstrong |
| Alexander Hamilton (alternatywny)       | brak                | Javier Muñoz           | Javier Muñoz           | Joseph Morales      | Ryan Alvarado      | Ash Hunter       | Julius Thomas III  | Julius Thomas III       |

## Utwory muzyczne
|  | Akt I - Alexander Hamilton – Burr, Laurens, Jefferson, Madison, Hamilton, Eliza, Washington, Zespół - Aaron Burr, Sir – Hamilton, Burr, Laurens, Lafayette, Mulligan - My Shot – Hamilton, Laurens, Lafayette, Mulligan, Burr, Zespół - The Story of Tonight – Hamilton, Laurens, Lafayette, Mulligan - The Schuyler Sisters – Angelica, Eliza, Peggy, Burr, Zespół - Farmer Refuted – Samuel Seabury, Hamilton, Burr, Muligan - You'll Be Back – Król George III, Zespół - Right Hand Man – Washington, Hamilton, Burr, Laurens, Lafayette, Mulligan, (Siostry Schuyler), Zespół - A Winter's Ball – Burr, Hamilton, Mężczyźni - Helpless – Eliza, Hamilton, Angelica, Kobiety - Satisfied – Angelica, Eliza, Hamilton, Zespół - The Story of Tonight (reprise) – Laurens, Lafayette, Mulligan, Hamilton, Burr - Wait for It – Burr i Zespół - Stay Alive – Hamilton, Washington, Laurens, Lafayette, Mulligan, Lee, (Eliza, Angelica), Zespół - Ten Duel Commandments – Laurens, Hamilton, Lee, Burr, Zespół - Meet Me Inside – Washington, Hamilton, Burr, Laurens, Zespół - That Would Be Enough – Eliza, Hamilton - Guns and Ships – Lafayette, Burr, Washington, Zespół - History Has Its Eyes on You – Washington, Zespół - Yorktown (The World Turned Upside Down) – Hamilton, Lafayette, Laurens, Mulligan, Washington, Zespół - What Comes Next? – Król George III - Dear Theodosia – Burr, Hamilton - Tomorrow There'll Be More of Us – Laurens, (Eliza, Hamilton) † - Non-Stop – Hamilton, Burr, Eliza, Angelica, Washington, Zespół † Tomorrow There'll Be More Of Us, druga repryza utworu The Story of Tonight, to jedyny utwór, który nie został zawarty na albumie oryginalnej obsady. | Akt II - What'd I Miss – Jefferson, Burr, Madison, Washington, Hamilton, Zespół - Cabinet Battle #1 – Jefferson, Hamilton, Washington, Madison - Take a Break – Eliza, Philip, Hamilton, Angelica - Say No to This – Hamilton, Maria Reynolds, James Reynolds, Zespół - The Room Where It Happens – Burr, Hamilton, Jefferson, Madison, Zespół - Schuyler Defeated – Philip, Eliza, Hamilton, Burr - Cabinet Battle #2 – Washington, Jefferson, Hamilton, Madison - Washington on Your Side – Burr, Jefferson, Madison - One Last Time – Washington, Hamilton, Zespół - I Know Him – Król George III - The Adams Administration – Burr, Hamilton, Jefferson, Madison, Zespół - We Know – Hamilton, Burr, Jefferson, Madison - Hurricane – Hamilton, Zespół - The Reynolds Pamphlet – Hamilton, Jefferson, Madison, Burr, Angelica, Zespół - Burn" – Eliza - Blow Us All Away – Philip, Hamilton, Eacker, Dolly, Martha, Zespół - Stay Alive (reprise) – Philip, Hamilton, Eliza, Doctor, Zespół - It's Quiet Uptown – Angelica, Hamilton, Eliza, Zespół - The Election of 1800 – Jefferson, Madison, Burr, Hamilton, Zespół - Your Obedient Servant – Burr, Hamilton - Best of Wives and Best of Women – Eliza, Hamilton - The World Was Wide Enough – Burr, Hamilton, Zespół - Who Lives, Who Dies, Who Tells Your Story – Eliza, Washington, Burr, Jefferson, Madison, Angelica, Laurens, Lafayette, Mulligan, Zespół |

## Geneza
W trakcie przerwy od występów w swoim przeboju na Broadwayu In the Heights, Lin-Manuel Miranda przeczytał książkę Alexander Hamilton autorstwa Rona Chernowa, biografię jednego z ojców założycieli Ameryki. Po ukończeniu pierwszych kilku rozdziałów Miranda zaczął wyobrażać sobie życie Hamiltona jako musical i sprawdzał, czy powstała już kiedykolwiek wersja sceniczna jego biografii. Odkrył, że życiorys Hamiltona został odtworzony na Broadwayu w 1917 roku, z udziałem George'a Arlissa w roli Alexandra Hamiltona.
Miranda rozpoczął projekt zatytułowany The Hamilton Mixtape. 12 maja 2009 roku twórca został zaproszony do wykonania muzyki z In the Heights w czasie White House Evening of Poetry, Music and the Speake Word. Zamiast tego wykonał pierwszy utwór z The Hamilton Mixtape, surowej wersji tego, co później stało się utworem otwierającym musical, czyli piosenką Alexander Hamilton. Następnie spędził rok, pracując nad My Shot, kolejnym wczesnym numerem musicalu.
Miranda wystąpił w produkcji warsztatowej spektaklu, wtedy jeszcze ciągle noszącej tytuł The Hamilton Mixtape, na Vassar Reading Festival w dniu 27 lipca 2013 roku. Warsztatowa produkcja została wyreżyserowana przez Thomasa Kaila i muzycznie wyreżyserowana przez Alexa Lacamoire'a. Warsztaty składały się z całości pierwszego aktu i trzech utworów z drugiego aktu. Lacamoire w ich trakcie grał na fortepianie.
Z oryginalnej obsady warsztatów w produkcji Off-Broadway zagrało tylko trzech głównych aktorów: Miranda, Daveed Diggs i Christopher Jackson. Większość oryginalnych obsady Off-Broadway przeniesiono na Broadway, z wyjątkiem Briana d’Arcy Jamesa, którego zastąpił Jonathan Groff jako King George III.

## Wersja filmowa
10 lutego 2017 roku Miranda potwierdził, że Quiara Alegría Hudes napisała pierwszą wersję scenariusza.